# Euxoa vernalis
Euxoa vernalis är en fjärilsart som beskrevs av Lafontaine 1976. Euxoa vernalis ingår i släktet Euxoa och familjen nattflyn. Inga underarter finns listade i Catalogue of Life.